# Fanchette Verhunc

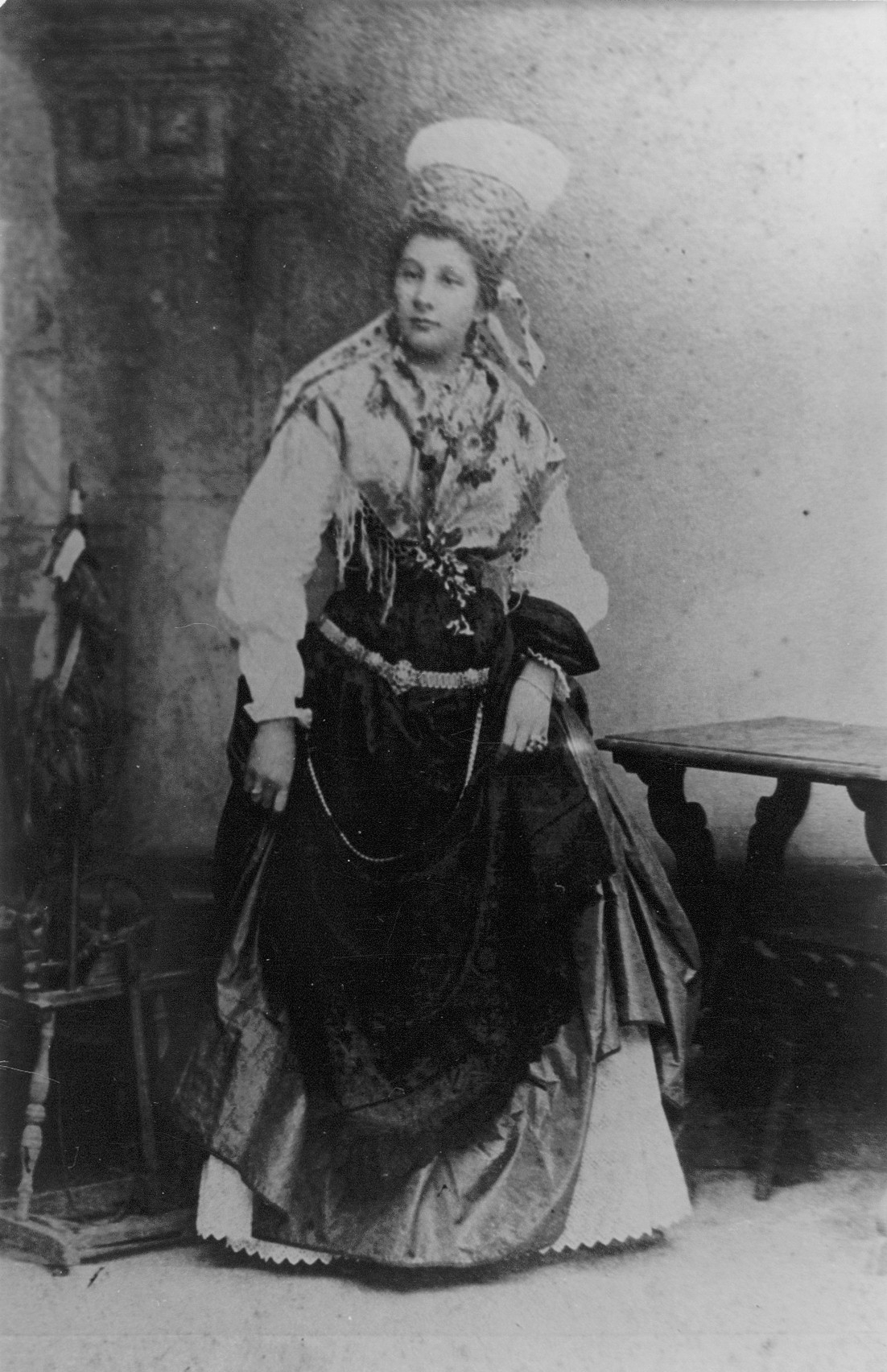
Fanchette Verhunc

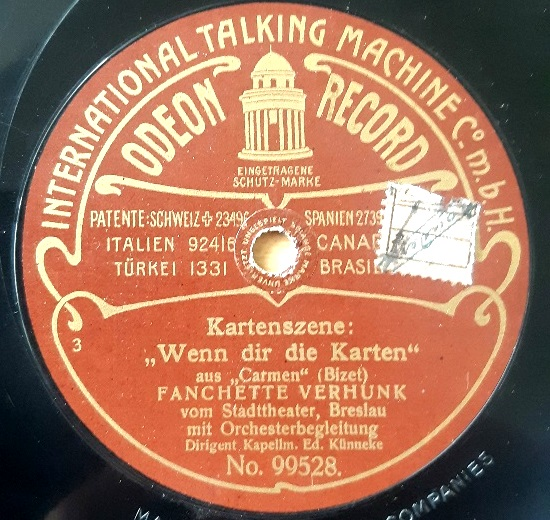
Schallplatte von Fanchette Verhunc (Berlin 1911)

Fanchette Verhunc, geboren als Franja Vrhunc auch Franica / Fandetta Verhunk / Verhunck (* 8. August 1874 in Laibach, Österreich-Ungarn; † 11. November 1944 in Golnik, Krain) war eine slowenische Opernsängerin (Sopran) und Gesangspädagogin.

## Leben
Verhunc besuchte in ihrer Geburtsstadt von 1889 bis 1893 ein Lehrerseminar und war gleichzeitig Schülerin der Musikschule der  Glasbena matica. Von 1893 bis 1897 absolvierte sie am Konservatorium der Gesellschaft der Musikfreunde in Wien ein Gesangsstudium, u. a. bei Professor Josef Gänsbacher und dem Sänger Felice Mancio (1840–1917). Unter der Leitung des Komponisten Antonín Dvořák sang sie dort im April 1896 das Sopransolo in der Kantate Die Geisterbraut. Nachdem sie 1896/97 an der Berliner Hofoper kleine Partien wie das Taumännchen in Hänsel und Gretel gesungen hatte, war sie für die Spielzeit 1897/98 am Stadttheater Posen engagiert.
Von 1898 bis zum Ende der Spielzeit 1916/17 war Verhunc höchst erfolgreich am Stadttheater von Breslau tätig.
1901 wurde sie eingeladen, bei den Bayreuther Festspielen mitzuwirken, wo ihr die „Freia“ (Rheingold), „Ortlinde“ (Walküre) und der „Zweite Knappe“ sowie das „Dritte Blumenmädchen“ (Parsifal) zugeteilt wurden. Gastspiele führen sie an die Hofopern von Dresden (Der fliegende Holländer, Oktober 1901), Wien (Louise, April 1903, Mignon, Mai 1903) und München (Il trovatore, Aida, Pagliacci, Mai/Juni 1905) sowie nach Amsterdam („Gutrune“ in Götterdämmerung, Mai 1902).
Großen Erfolg hatte ihre Darstellung der Salome in der gleichnamigen Oper von Richard Strauss. Im Februar 1906, nur zwei Monate nach der Dresdner Uraufführung, sang Verhunc diese Partie unter der Leitung von Julius Prüwer erstmals in Breslau. Als Gastspiele des Breslauer Ensembles fanden im Mai 1907 die Erstaufführungen in Budapest (Königstheater) und Wien (Volkstheater) statt.

„Will man heute die beste Salome sehen und hören, so muß man nach Breslau reisen. Frau Fanchette Verhunk ... bietet in gesanglicher und schauspielerischer Beziehung eine bewundernswerte Leistung, die so leicht nicht zu überbieten sein wird.“

Verhunc war seit etwa 1902 mit dem Tenor Adalbert Holzapfel (1873–1915) verheiratet. Nach der Scheidung dieser Ehe lebte sie ab 1909 unverheiratet mit dem Dirigenten Julius Prüwer zusammen.
Nach ihrem Bühnenabschied 1917 arbeitete die Sängerin als Gesangspädagogin in Breslau, Berlin und Frankfurt am Main. 1939 wollte sie zusammen mit Prüwer in die USA emigrieren, erhielt aber kein Ausreisevisum. 1944 kehrte sie in ihre slowenische Heimat zurück und lebte in ihrem Elternhaus in Bled. Verhunc starb in einem Krankenhaus in Golnik, wo sie auch begraben ist.

## Schallplatten
Anfang 1908 machte Verhunc in Breslau Aufnahmen für das Label Grammophon (6 Seiten), im Frühjahr 1911 folgten in Berlin Aufnahmen für Odeon (5 Seiten). Aufgenommen wurde Arien und Duette (mit Marga Neisch) aus Aida, La Bohème, Carmen, Hoffmanns Erzählungen und Mignon.